# Episodi de Le avventure dell'Ape Magà

Magà nella sigla iniziale della seconda serie

La serie animata Le avventure dell'Ape Magà prodotta da Tatsunoko è composta da 91 episodi, trasmessi in Giappone su Fuji TV dal 7 aprile 1970 al 28 dicembre 1971. In Italia la serie fu trasmessa sulle reti locali dal 15 ottobre 1979; gli episodi dal 27 in poi andarono in onda con il titolo Le nuove avventure dell'Ape Magà.
La serie ha avuto un seguito: Il ritorno dell'Ape Magà, in onda in Giappone su NET per 26 episodi dal 5 aprile al 28 settembre 1974 e in Italia dal 1980 sulle reti locali, subito dopo la precedente serie.
Dalla prima serie è stato tratto il remake Di fiore in fiore con l'Ape Magà, trasmesso in Giappone in 55 episodi su NTV dal 21 luglio 1989 al 31 agosto 1990. In Italia sono stati distribuiti in DVD nel 2008 solo i primi quattro episodi della serie.
Nel 1995 le prime due serie hanno ricevuto una riedizione di 65 episodi prodotta negli Stati Uniti da Saban Entertainment, trasmessa in Italia dal 27 luglio 1998 su Italia 1.

## Episodi

### Prima serie
| Nº | Titolo italiano Giapponese 「Kanji」 - Rōmaji                                            | In onda           | In onda         |
| Nº | Titolo italiano Giapponese 「Kanji」 - Rōmaji                                            | Giapponese        | Italiano        |
| 1  | L'Ape Magà comincia a volare 「負けるなハッチ」 - Make runa hacchi                       | 7 aprile 1970     | 15 ottobre 1979 |
| 2  | Vai, vai, Ape Magà... 「行け行けハッチ」 - Ike ike hacchi                                | 14 aprile 1970    |                 |
| 3  | Il triste confronto 「悲しき対決」 - Kanashi ki taiketsu                                 | 21 aprile 1970    |                 |
| 4  | L'attacco delle Formiche Samurai 「サムライアリの襲撃」 - Samuraiari no shūgeki          | 28 aprile 1970    |                 |
| 5  | Angelo bruto 「飛べよみにくき天使」 - Tobe yominikuki tenshi                             | 5 maggio 1970     |                 |
| 6  | La principessa sfortunata 「泣くなハッチ」 - Naku na hacchi                              | 12 maggio 1970    |                 |
| 7  | Madre per qualche giorno 「ママと呼びたいの」 - Mama to yobi taino                       | 19 maggio 1970    |                 |
| 8  | La ballerina ferita 「傷だらけのバレリーナ」 - Kizu darakeno barerina                    | 26 maggio 1970    |                 |
| 9  | Il principe debole 「闘え弱虫野郎（前）」 - Tatakae yowamushi yarō (mae)                 | 2 giugno 1970     |                 |
| 10 | La conquista della quercia 「闘え弱虫野郎（後）」 - Tatakae yowamushi yarō (nochi)       | 9 giugno 1970     |                 |
| 11 | Una madre possessiva 「坊や泣かないで」 - Bōya naka naide                                | 16 giugno 1970    |                 |
| 12 | Il baco da seta gentile 「やさしき繭娘」 - Yasashiki mayu musume                         | 23 giugno 1970    |                 |
| 13 | Sfavilla, scintilla, piccola lucciola 「灯火よいつまでも」 - Tōka yoitsumademo           | 30 giugno 1970    |                 |
| 14 | L'esercito delle formiche 「涙こらえて」 - Namida koraete                                | 7 luglio 1970     |                 |
| 15 | Le api e i fiori 「花のミツバチ娘」 - Hana no mitsubachi musume                          | 14 luglio 1970    |                 |
| 16 | Il mostro della foresta 「花園の暴れん坊」 - Hanazono no abarenbō                        | 21 luglio 1970    |                 |
| 17 | Ciao, ciao, amici 「夕焼けに鳴る鐘」 - Yūyake ni naru kane                               | 28 luglio 1970    |                 |
| 18 | Una dolce ninna nanna 「めぐりあいの子守唄」 - Meguriaino komoriuta                      | 4 agosto 1970     |                 |
| 19 | La valle della morte 「悪者じゃないんだ」 - Warumono janainda                            | 11 agosto 1970    |                 |
| 20 | Gen il romanziere 「大ぼら大将の冒険」 - Dai bora taishō no bōken                        | 18 agosto 1970    |                 |
| 21 | Il ladro di miele 「ハニーの剣」 - Hani no tsurugi                                       | 25 agosto 1970    |                 |
| 22 | Odio tutti 「憎しみよさようなら」 - Nikushimi yosayōnara                                 | 1º settembre 1970 |                 |
| 23 | La mosca prigioniera 「ガラスの中のママ」 - Garasu no nakano mama                        | 8 settembre 1970  |                 |
| 24 | La libellula e il mare 「海を見たカゲロウ」 - Umi wo mita kagerō                         | 15 settembre 1970 |                 |
| 25 | Il vecchio soldato 「老兵スズメバチ」 - Rō hei suzumebachi                               | 22 settembre 1970 |                 |
| 26 | Il piccolo Tim 「スズ虫はもう鳴かない」 - Suzu mushi hamō naka nai                       | 29 settembre 1970 |                 |
| 27 | Il principe rapito 「盗まれた王子」 - Nusuma reta ōji                                    | 6 ottobre 1970    |                 |
| 28 | Dolce Arin 「鳴くなアーリン」 - Naku na arin                                             | 13 ottobre 1970   |                 |
| 29 | Da qualche parte nel cielo 「この空のどこかに」 - Kono sora nodokokani                   | 20 ottobre 1970   |                 |
| 30 | La mamma è vicina 「太陽のママ」 - Taiyō no mama                                         | 27 ottobre 1970   |                 |
| 31 | Tutto il mondo è paese 「広い世界が呼んでいる」 - Hiroi sekai ga yon deiru               | 3 novembre 1970   |                 |
| 32 | Da soli non si vive 「ひとりぼっちの熊王」 - Hitoribocchino kuma ō                       | 10 novembre 1970  |                 |
| 33 | La foresta in fiamme 「炎の中のいのち」 - Honoo no nakano inochi                         | 17 novembre 1970  |                 |
| 34 | Prigioniera nel formicaio (1ª parte) 「栄光のアリ塚（前）」 - Eikō no ari tsuka (mae)    | 24 novembre 1970  |                 |
| 35 | Prigioniera nel formicaio (2ª parte) 「栄光のアリ塚（後）」 - Eikō no ari tsuka (nochi)  | 1º dicembre 1970  |                 |
| 36 | Concerto d'amore 「愛のコンサート」 - Ai no konsato                                      | 8 dicembre 1970   |                 |
| 37 | Buona fortuna, piccoli miei 「さよなら子供達」 - Sayonara kodomotachi                    | 15 dicembre 1970  |                 |
| 38 | La vita continua 「ゆずり葉の歌」 - Yuzuri ha no uta                                     | 22 dicembre 1970  |                 |
| 39 | La trappola mortale 「パパとママの真実」 - Papa to mama no shinjitsu                     | 29 dicembre 1970  |                 |
| 40 | L'illusione di Magà 「勇気をもって立ち上がれ」 - Yūki womotte tachiaga re                | 5 gennaio 1971    |                 |
| 41 | Dodici piccoli animali 「十二匹の子供達」 - Jūnihiki no kodomotachi                      | 12 gennaio 1971   |                 |
| 42 | Non so più volare 「それでも飛ぶんだ」 - Soredemo tobu nda                               | 19 gennaio 1971   |                 |
| 43 | Il dilemma della mamma 「悲しみはママだけ」 - Kanashimi ha mama dake                     | 26 gennaio 1971   |                 |
| 44 | Terrore nello stagno 「雨のお玉が池」 - Ame noo tama ga ike                              | 2 febbraio 1971   |                 |
| 45 | Amicizia nella tempesta 「嵐の中の友情」 - Arashi no nakano yūjō                         | 9 febbraio 1971   |                 |
| 46 | Magà incontra Tobei 「飛べよハッチ」 - Tobe yo hacchi                                    | 16 febbraio 1971  |                 |
| 47 | Il castello misterioso 「牧場の城」 - Bokujō no shiro                                    | 23 febbraio 1971  |                 |
| 48 | Lacrime nel buio 「闇に光る涙」 - Yami ni hikaru namida                                  | 2 marzo 1971      |                 |
| 49 | Sperduti tra la neve 「雪山のかなたに」 - Yuki yama nokanatani                           | 9 marzo 1971      |                 |
| 50 | Pericolo nella foresta (1ª parte) 「森の忍者虫（前）」 - Mori no ninja mushi (mae)       | 16 marzo 1971     |                 |
| 51 | Pericolo nella foresta (2ª parte) 「森の忍者虫（後）」 - Mori no ninja mushi (nochi)     | 23 marzo 1971     |                 |
| 52 | L'insetto ombra 「陽陰の虫野郎」 - Yō in no mushi yarō                                   | 30 marzo 1971     |                 |
| 53 | La pianta carnivora 「魔の虫食い草」 - Ma no mushikui kusa                               | 6 aprile 1971     |                 |
| 54 | L'isola della speranza 「ママは海の彼方に」 - Mama ha umi no kanata ni                   | 13 aprile 1971    |                 |
| 55 | I tre fratelli 「ひとりぼっちの三匹」 - Hitoribocchino sanbiki                           | 20 aprile 1971    |                 |
| 56 | La tarantola con un occhio solo 「雪山の太陽」 - Yuki yama no taiyō                      | 27 aprile 1971    |                 |
| 57 | Viaggio nei paesi del Sud 「南の国の子守唄」 - Minami no kuni no komoriuta               | 4 maggio 1971     |                 |
| 58 | Le stelle più lucenti 「父の星・母の星」 - Chichi no hoshi. haha no hoshi                | 11 maggio 1971    |                 |
| 59 | Una triste amicizia 「悲しい友情」 - Kanashi i yūjō                                      | 18 maggio 1971    |                 |
| 60 | Naufragio 「大海の一葉」 - Taikai no ichiyō                                              | 25 maggio 1971    |                 |
| 61 | La vita: questo dono meraviglioso 「美しき生命」 - Utsukushi ki seimei                   | 1º giugno 1971    |                 |
| 62 | Destino crudele 「幸せはママの願い」 - Shiawase ha mama no negai                         | 8 giugno 1971     |                 |
| 63 | Gli scarabei 「底抜け三匹の虫野郎」 - Sokonuke sanbiki no mushi yarō                     | 15 giugno 1971    |                 |
| 64 | La seconda mamma! 「もう一人のママ」 - Mō hitori no mama                                 | 22 giugno 1971    |                 |
| 65 | La famiglia riunita 「燃えろ朝焼け」 - Moe ro asayake                                    | 29 giugno 1971    |                 |
| 66 | La mantide religiosa 「悲しき母子草」 - Kanashi ki boshi kusa                            | 6 luglio 1971     |                 |
| 67 | La moneta di scambio 「いつわりの花園」 - Itsuwarino hanazono                            | 13 luglio 1971    |                 |
| 68 | Il fantasma 「まぼろしの吸血鬼」 - Maboroshino kyūketsuki                                | 20 luglio 1971    |                 |
| 69 | Il sosia 「愛の裏切り者」 - Ai no uragiri mono                                           | 27 luglio 1971    |                 |
| 70 | Il sacrificio 「美しきいけにえ」 - Utsukushi kiikenie                                    | 3 agosto 1971     |                 |
| 71 | Amore e odio 「愛の対決」 - Ai no taiketsu                                               | 10 agosto 1971    |                 |
| 72 | Vattene Magà 「ハッチ故郷に帰る」 - Hacchi kokyō ni kaeru                                | 17 agosto 1971    |                 |
| 73 | Andy e Tisch 「夕焼けの兄妹」 - Yūyake no kyōdai                                         | 24 agosto 1971    |                 |
| 74 | Non ti scordar di me 「忘れな草に願いをこめて」 - Wasure na kusa ni negai wokomete       | 31 agosto 1971    |                 |
| 75 | In amore bisogna lottare 「愛は戦いの果てに」 - Ai ha tatakai no hate ni                 | 7 settembre 1971  |                 |
| 76 | Avventura in città 「森は呼んでいる」 - Mori ha yon deiru                                | 14 settembre 1971 |                 |
| 77 | Il volo della farfalla 「はばたけ親子蝶」 - Habatake oyako chō                           | 21 settembre 1971 |                 |
| 78 | Fuga dal lago della morte 「死の池からの脱出」 - Shino ike karano dasshutsu              | 28 settembre 1971 |                 |
| 79 | Vivere è meraviglioso 「輝ける生命」 - Kagayake ru seimei                                | 5 ottobre 1971    |                 |
| 80 | Un papà solo 「パパはひとりぼっち」 - Papa hahitoribocchi                                | 12 ottobre 1971   |                 |
| 81 | Una vecchia fiamma 「炎の中のママ」 - Honoo no nakano mama                               | 19 ottobre 1971   |                 |
| 82 | Lacrime di gratitudine 「涙の中でありがとう」 - Namida no naka dearigatō                 | 26 ottobre 1971   |                 |
| 83 | La mamma vola via 「飛べ!ママを信じて」 - Tobe! mama wo shinji te                        | 2 novembre 1971   |                 |
| 84 | Le spie del re calabrone 「五匹のスズメバチ野郎」 - Gohiki no suzumebachi yarō           | 9 novembre 1971   |                 |
| 85 | La freccia dell'ira 「怒りの矢」 - Ikari no ya                                           | 16 novembre 1971  |                 |
| 86 | Proteggete Magà 「ハッチにつづけ」 - Hacchi nitsuduke                                    | 23 novembre 1971  |                 |
| 87 | La madre 「たくましき母の愛」 - Takumashiki haha no ai                                   | 30 novembre 1971  |                 |
| 88 | L'usurpatore (1ª parte) 「ママは涙のかなたに（前）」 - Mama ha namida nokanatani (mae)   | 7 dicembre 1971   |                 |
| 89 | L'usurpatore (2ª parte) 「ママは涙のかなたに（後）」 - Mama ha namida nokanatani (nochi) | 14 dicembre 1971  |                 |
| 90 | Il rapimento dell'Ape Magà 「ママに抱かれて（前）」 - Mama ni daka rete (mae)            | 21 dicembre 1971  |                 |
| 91 | Nelle braccia della mamma 「ママに抱かれて（後）」 - Mama ni daka rete (nochi)           | 28 dicembre 1971  |                 |

### Seconda serie
| Nº | Titolo italiano Giapponese 「Kanji」 - Rōmaji                                            | In onda           | In onda  |
| Nº | Titolo italiano Giapponese 「Kanji」 - Rōmaji                                            | Giapponese        | Italiano |
| 1  | Alveare tempestoso 「あらしのみつばち城」 - Arashi no mitsubachi jō                      | 5 aprile 1974     | 1980     |
| 2  | Non morire mamma 「ママ死なないで!」 - Mama shinanai de!                                 | 12 aprile 1974    |          |
| 3  | La visione 「幻のママがよんでいる」 - Maboroshi no mama ga yonde iru                     | 19 aprile 1974    |          |
| 4  | Verso la collina della bellezza 「飛びたて!美しの丘へ」 - Tobitate! Utsukushi no oka he  | 26 aprile 1974    |          |
| 5  | L'amicizia 「力マキリー座の踊り子アーヤ」 - Kamakiri ichiza no odoriko Ahya              | 3 maggio 1974     |          |
| 6  | Non piangere Tenten 「泣くなテンテン坊主」 - Nakuna Tenten bōzu                          | 10 maggio 1974    |          |
| 7  | Fiori tra il cemento 「ハッチ大都会をいく」 - Hacchi daitokai wo iku                     | 17 maggio 1974    |          |
| 8  | La zietta 「きもっ玉シデムシおばさん」 - Kimottama Shidemushi obasan                     | 24 maggio 1974    |          |
| 9  | La cattura di Maya 「飛べ!わんぱくトリオ」 - Tobe! Wanpaku torio                         | 31 maggio 1974    |          |
| 10 | La regina della notte 「ホタルまつりの夜」 - Hotaru matsuri no yoru                      | 7 giugno 1974     |          |
| 11 | La madre spartana 「もーれつ!しごき魔」 - Mōretsu! Shigokima                             | 14 giugno 1974    |          |
| 12 | La spoglia ninfale 「ああ!セミ吉くんの168時間」 - Aa! Semiyoshikun no 168 jikan          | 21 giugno 1974    |          |
| 13 | Magà contro Abatchi 「アバッチ番長をぶっとばせ!」 - Apacchi banchō wo buttobase!         | 28 giugno 1974    |          |
| 14 | La collina delle farfalle 「毒ぐものわな」 - Dokugu mono wana                            | 5 luglio 1974     |          |
| 15 | La foresta dei vermi-sacco 「みの虫の消える悪魔の森」 - Minomushi no kieru akuma no mori | 12 luglio 1974    |          |
| 16 | Boo-Boo 「がんばれ!ブーブー大将」 - Ganbare! Buubuu taishō                               | 19 luglio 1974    |          |
| 17 | L'insetto sconosciuto 「ラブラブ・テンテン・港町」 - Raburabu Tenten minatochō           | 26 luglio 1974    |          |
| 18 | Una farfalla nel formicaio 「アリの巣城のチョウチョ」 - Ari no sujō no Chōcho            | 2 agosto 1974     |          |
| 19 | La sottospecie 「タガメ海賊のしゅうげき」 - Tagame kaizoku no shūgeki                    | 9 agosto 1974     |          |
| 20 | Duello nel deserto 「燃えろ!砂漠の決闘」 - Moero! Sabaku no kettō                        | 16 agosto 1974    |          |
| 21 | Una competizione atletica 「飛べ!飛べ!虫の運動会」 - Tobe! Tobe! Mushi no undōkai        | 23 agosto 1974    |          |
| 22 | La foresta della musica 「コロコロ・リンリン・のどじまん」 - Korokoro, Rinrin nodojiman  | 30 agosto 1974    |          |
| 23 | Il gran diavolo 「せまる!コウモリ軍団」 - Semaru! Koumori gundan                         | 6 settembre 1974  |          |
| 24 | Battaglia al forte dei vesponi 「決闘!ジガバチ砦」 - Kettō! Jigabachi toride             | 13 settembre 1974 |          |
| 25 | L'ultimo combattimento 「火の山!最後の死闘」 - Hi no yama! Saigo no shitō                | 20 settembre 1974 |          |
| 26 | La collina della bellezza 「ああ!ハッチ最後の日」 - Aa! Hacchi saigo no hi               | 27 settembre 1974 |          |

### Terza serie
| Nº | Titolo italiano Giapponese 「Kanji」 - Rōmaji                                | Prima visione     | Prima visione  |
| Nº | Titolo italiano Giapponese 「Kanji」 - Rōmaji                                | Giapponese (TV)   | Italiano (DVD) |
| 1  | Alla ricerca della madre perduta 「まぼろしのママ」 - maboroshino mama       | 21 luglio 1989    | 9 aprile 2008  |
| 2  | Dov'è la mia mamma? 「ママはどこに」 - mama hadokoni                         | 28 luglio 1989    | 9 aprile 2008  |
| 3  | La giornata dello sport degli insetti 「ムシのうんどう会」 - mushi nōndō kai | 11 agosto 1989    | 9 aprile 2008  |
| 4  | Posso chiamarti mamma? 「ママと呼ばせて」 - mama to yoba sete                | 18 agosto 1989    | 9 aprile 2008  |
| 5  | 「ダメダメ虫のうた」 - damedame mushi nōta                                   | 25 agosto 1989    |                |
| 6  | 「南にママがいる」 - minami ni mama gairu                                    | 1º settembre 1989 |                |
| 7  | 「バイバイよわむし君」 - baibai yowamushi kun                                | 8 settembre 1989  |                |
| 8  | 「キアゲハの少女」 - kiageha no shōjo                                        | 15 settembre 1989 |                |
| 9  | 「ともだちになろう」 - tomodachininarō                                       | 22 settembre 1989 |                |
| 10 | 「のんきなクマバチ」 - nonkina kumabachi                                     | 29 settembre 1989 |                |
| 11 | 「かがやけホタル」 - kagayake hotaru                                         | 6 ottobre 1989    |                |
| 12 | 「シロアリのゆうき」 - shiroari noyūki                                       | 13 ottobre 1989   |                |
| 13 | 「5匹のサムライ虫」 - 5 hiki no samurai mushi                                | 20 ottobre 1989   |                |
| 14 | 「マダラチョウの旅」 - madarachō no tabi                                     | 27 ottobre 1989   |                |
| 15 | 「おそろしい湖」 - osoroshii mizūmi                                          | 3 novembre 1989   |                |
| 16 | 「テントウムシの星」 - tentōmushi no hoshi                                   | 10 novembre 1989  |                |
| 17 | 「すばらしい宝物」 - subarashii takaramono                                   | 17 novembre 1989  |                |
| 18 | 「ママはすぐそばに」 - mama hasugusobani                                     | 24 novembre 1989  |                |
| 19 | 「ムシのコンサート」 - mushi no konsato                                      | 1º dicembre 1989  |                |
| 20 | 「おじいさんの秘密」 - ojiisanno himitsu                                     | 15 dicembre 1989  |                |
| 21 | 「恐竜のオアシス」 - kyōryū no oashisu                                       | 22 dicembre 1989  |                |
| 22 | 「雪山をこえて」 - yuki yama wokoete                                         | 29 dicembre 1989  |                |
| 23 | 「ハニーとの再会」 - hani tono saikai                                        | 12 gennaio 1990   |                |
| 24 | 「海の向こうへ」 - umi no mukō he                                            | 19 gennaio 1990   |                |
| 25 | 「ママは火の島に」 - mama ha hi no shima ni                                  | 26 gennaio 1990   |                |
| 26 | 「夢の手前で」 - yume no temae de                                            | 9 febbraio 1990   |                |
| 27 | 「ママのぬくもり」 - mama nonukumori                                         | 16 febbraio 1990  |                |
| 28 | 「ケラオの橋」 - kerao no hashi                                              | 23 febbraio 1990  |                |
| 29 | 「コガネのひっこし」 - kogane nohikkoshi                                     | 2 marzo 1990      |                |
| 30 | 「北に帰る」 - kita ni kaeru                                                 | 9 marzo 1990      |                |
| 31 | 「ハッチと三泥棒」 - hacchi to san dorobō                                    | 16 marzo 1990     |                |
| 32 | 「カタツムリ飛んだ」 - katatsumuri ton da                                    | 23 marzo 1990     |                |
| 33 | 「流されたハッチ」 - nagasa reta hacchi                                      | 30 marzo 1990     |                |
| 34 | 「南のおばけムシ」 - minami noobake mushi                                    | 6 aprile 1990     |                |
| 35 | 「さいごのウソ」 - saigono uso                                               | 13 aprile 1990    |                |
| 36 | 「おじいさんの灯台」 - ojiisanno tōdai                                       | 20 aprile 1990    |                |
| 37 | 「薬草をもとめて」 - yakusō womotomete                                       | 27 aprile 1990    |                |
| 38 | 「ハッチとサムライ」 - hacchi to samurai                                     | 4 maggio 1990     |                |
| 39 | 「ニセ者スズメバチ」 - nise mono suzumebachi                                 | 11 maggio 1990    |                |
| 40 | 「わがままミミー」 - wagamama mimi                                           | 18 maggio 1990    |                |
| 41 | 「魔女のいる森」 - majo noiru mori                                           | 25 maggio 1990    |                |
| 42 | 「村のあばれんぼう」 - mura noabarenbō                                       | 1º giugno 1990    |                |
| 43 | 「カゲロウの花園」 - kagerō no hanazono                                      | 8 giugno 1990     |                |
| 44 | 「ほんとうの力持ち」 - hontōno chikaramochi                                  | 15 giugno 1990    |                |
| 45 | 「ハッチとトンボ夫婦」 - hacchi to tonbo fūfu                                | 22 giugno 1990    |                |
| 46 | 「子もりはたいへん」 - ko morihataihen                                       | 29 giugno 1990    |                |
| 47 | 「夢の泉をさがせ」 - yume no izumi wosagase                                  | 6 luglio 1990     |                |
| 48 | 「パパムシまけるな」 - papamushi makeruna                                    | 13 luglio 1990    |                |
| 49 | 「ムシの花まつり」 - mushi no hana matsuri                                   | 20 luglio 1990    |                |
| 50 | 「魔の山の友情」 - ma no yama no yūjō                                        | 27 luglio 1990    |                |
| 51 | 「ちいさな先生」 - chiisana sensei                                           | 3 agosto 1990     |                |
| 52 | 「おや子ムシの勇気」 - oya ko mushi no yūki                                  | 10 agosto 1990    |                |
| 53 | 「ハチの少女剣士」 - hachi no shōjo kenshi                                   | 17 agosto 1990    |                |
| 54 | 「夢を信じて」 - yume wo shinji te                                           | 24 agosto 1990    |                |
| 55 | 「最終回ママに抱かれて」 - saishūkai mama ni daka rete                       | 31 agosto 1990    |                |

## Riedizione americana
| Nº | Titolo italiano                    | In onda        | In onda |
| Nº | Titolo italiano                    | Italiano       |         |
| 1  | Benvenuto Magà                     | 27 luglio 1998 |         |
| 2  | Le metamorfosi di Petunia          |                |         |
| 3  | Attacco all'alveare                |                |         |
| 4  | Desiderio di una mamma             |                |         |
| 5  | Amici, fiori e...                  |                |         |
| 6  | Duca Philip la pulce               |                |         |
| 7  | Grazie Susie                       |                |         |
| 8  | Vespe killer                       |                |         |
| 9  | La dolce Mimì                      |                |         |
| 10 | Esperienza in un circo             |                |         |
| 11 | Farfalle reali                     |                |         |
| 12 | Il bracciale d'oro                 |                |         |
| 13 | Il grande concerto                 |                |         |
| 14 | Moe il signor mantide              |                |         |
| 15 | Che fatica essere papà             |                |         |
| 16 | La capricciosa Anna                |                |         |
| 17 | Principe per un giorno             |                |         |
| 18 | Babysitter per un giorno           |                |         |
| 19 | Una lezione importante             |                |         |
| 20 | La bellezza non è tutto            |                |         |
| 21 | Il girino nei guai                 |                |         |
| 22 | In riva al fiume                   |                |         |
| 23 | La metamorfosi delle farfalle      |                |         |
| 24 | Albert un ragno determinato        |                |         |
| 25 | L'attacco                          |                |         |
| 26 | La siccità                         |                |         |
| 27 | Los amigos                         |                |         |
| 28 | L'appuntamento mancato             |                |         |
| 29 | Una situazione difficile           |                |         |
| 30 | Avventura in barca                 |                |         |
| 31 | Le ferree leggi del re             |                |         |
| 32 | Il sogno di una vita               |                |         |
| 33 | Il monello                         |                |         |
| 34 | Il piccolo Cloe                    |                |         |
| 35 | Una giornata emozionante           |                |         |
| 36 | I ritmi di Madre Natura            |                |         |
| 37 | Il sosia                           |                |         |
| 38 | Una gita in città                  |                |         |
| 39 | L'amico Grump                      |                |         |
| 40 | Il fratello maggiore               |                |         |
| 41 | Il futuro re                       |                |         |
| 42 | Suonalo ancora Zack                |                |         |
| 43 | Quel fastidioso boomerang          |                |         |
| 44 | L'angelo custode                   |                |         |
| 45 | La rivolta degli insetti           |                |         |
| 46 | Mamma Mantide e il figlio Muskie   |                |         |
| 47 | Alveare dolce alveare              |                |         |
| 48 | Non ti scordar di me               |                |         |
| 49 | Cattive notizie                    |                |         |
| 50 | Prigionieri delle formiche bianche |                |         |
| 51 | L'amico Dan Dan                    |                |         |
| 52 | Il fidanzamento                    |                |         |
| 53 | Il dilemma di Dan Dan              |                |         |
| 54 | Il nonno formica                   |                |         |
| 55 | La gara delle gare                 |                |         |
| 56 | Il festival della canzone          |                |         |
| 57 | Il vulcano                         |                |         |
| 58 | Gli abitanti dello stagno          |                |         |
| 59 | Il professore                      |                |         |
| 60 | Caccia all'ape                     |                |         |
| 61 | I cospiratori                      |                |         |
| 62 | Una brutta faccenda                |                |         |
| 63 | La rivolta                         |                |         |
| 64 | Il rapimento                       |                |         |
| 65 | Il grande incontro                 |                |         |